# سوليو
سوليو (بالإيطالية: Soglio)‏ هي بلدة وبلدية في مقاطعة أستي في إقليم بييمونتي في جنوب إيطاليا.

## السكان
في سنة 1861 بلغ عدد السكان 570 نسمة، وتطور العدد ليصل في سنة 2011 لـ 160 نسمة.
يظهر هذا المخطط البياني تطور النمو السكاني لـ سوليو